# Omphalina
Genre
Omphalina est un genre de champignons basidiomycètes de la famille des Tricholomataceae. Il ne comprend que quelques-unes des espèces appelées « omphales » en français, les autres ayat été déplacées dans de nombreux autres genres et familles.

## Taxinomie
Ce genre regroupe maintenant officiellement les Omphalina et l'ancien genre Omphalia (Fr.) Staude. Ce dernier, créé par Carl von Linné sous le nom d'Omphalea (1754) avait été repris par Persoon sous la forme Omphalia (1801) validée par Friès (1821) et modifiée dans son contenu par Staude (1857) jusqu'à ce que Singer déclare Omphalia et Omphalina synonymes.
Ces divers noms sont tirés du grec omphalos, « ombilic », en référence au chapeau souvent déprimé en son centre de ces petits champignons. On retrouve cette racine dans les genres Omphalotus (qui n'est plus une tricholomatacée), Micromphale, Chrysomphalina et Xeromphalina.
Par ailleurs les « omphalinoïdes », comme les appelle Michael Kuo, peuvent aussi inclure les genres Clitocybe, Clitocybula, Cantharellula, Gerronoma et Rickenella. Les changements de taxons au sein de cet ensemble ont été incessants.
L'espèce-type des Omphalina est Omphalina pyxidata (en).

## Liste des espèces
Selon Index Fungorum (20 avril 2020) :
- Omphalina affricata (Fr.) Raithelh. 1977
- Omphalina affricata (Fr.) Raithelh. 1980
- Omphalina alachuana Murrill 1942
- Omphalina alba Velen. 1947
- Omphalina albida Raithelh. 1973
- Omphalina albominutella E. Ludw. 2001
- Omphalina alborosea (Pat. & Gaillard) Raithelh. 1992
- Omphalina albula Quél. 1892
- Omphalina allenii (Maire) P.D. Orton 1960
- Omphalina angustifolia (Singer) Raithelh. 1973
- Omphalina arctica Lamoure 1982
- Omphalina atripes (Rabenh.) Quél. 1886
- Omphalina australis Murrill 1945
- Omphalina ballesteri Calonge & Tomo 1991
- Omphalina bicolor Murrill 1946
- Omphalina brownii (Berk. & Broome) P.D. Orton 1960
- Omphalina brunneogrisea (Bres.) Raithelh. 1992
- Omphalina brunneola (Quél.) Quél. 1886
- Omphalina buccinalis (Batsch) Murrill 1916
- Omphalina carneorufula (Berk.) Y.S. Chang & Kantvilas 1993
- Omphalina cervina Raithelh. 1992
- Omphalina cheilocystidiata (Singer) Raithelh. 1992
- Omphalina chionophila Lamoure 1974
- Omphalina chondripes (Berk. & M.A. Curtis) Murrill 1916
- Omphalina clavuligera (Singer) Raithelh. 1983
- Omphalina collybiiformis Murrill 1916
- Omphalina columbiana Singer 1970
- Omphalina cotopatae (Singer) Raithelh. 1992
- Omphalina cuspidatella Murrill 1916
- Omphalina cyanobrunnescens Imler 1986
- Omphalina cyathella J. Favre & Schweers ex M.M. Moser 1978
- Omphalina cyathella J. Favre & Schweers ex M.M. Moser 1983
- Omphalina dawsonii Murrill 1916
- Omphalina defibulata Singer 1952
- Omphalina demissa (Fr.) Quél. 1886
- Omphalina depauperata (Singer) Raithelh. 1973
- Omphalina detrusa (Fr.) Quél. 1886
- Omphalina dovrefjeldensis Henn. & Kirschst.
- Omphalina elastica (Singer) Raithelh. 1983
- Omphalina eximia (Peck) Murrill 1916
- Omphalina flavella (Berk. & M.A. Curtis) Murrill 1916
- Omphalina floridana Murrill 1941
- Omphalina fuliginea Kalamees 1987
- Omphalina fuliginosa (Massee) Manjula 1983
- Omphalina fulvopallens P.D. Orton 1984
- Omphalina fumosa Murrill 1945
- Omphalina fuscella Quél. 1894
- Omphalina glaucophylla (Lasch) Quél. 1886
- Omphalina globispora Raithelh. 1972
- Omphalina gracillima (Weinm.) Quél. 1886
- Omphalina grisea (Fr.) Quél. 1886
- Omphalina hypobrunnea Murrill 1916
- Omphalina hypoleparga (Singer) Raithelh. 1992
- Omphalina incarnata Murrill 1916
- Omphalina infumata Singer 1989
- Omphalina isabellina A.H. Sm. & D.E. Stuntz 1950
- Omphalina kuehneri Lamoure 1974
- Omphalina largispora E. Horak 1980
- Omphalina lenta Murrill 1916
- Omphalina lilaceorosea Svrček & Kubička 1971
- Omphalina lobulata Kalb
- Omphalina mellea Murrill 1945
- Omphalina mercantorica Trimbach 1983
- Omphalina microsperma Arnolds 1982
- Omphalina minutissima (Singer) Raithelh. 1992
- Omphalina mostnyae Singer 1973
- Omphalina muralis (Sowerby) Quél. 1886
- Omphalina mutila (Fr.) P.D. Orton 1960
- Omphalina niveicolor Murrill 1916
- Omphalina nothofaginea (G. Stev.) E. Horak 1971
- Omphalina novoguineensis Kobayasi 1971
- Omphalina oblongispora Dennis 1961
- Omphalina oedipus (Massee) Manjula 1983
- Omphalina offuciata (Fr.) Bon 1996
- Omphalina olearis (Cleland) Grgur. 1997
- Omphalina olivaria (Peck) Singer 1951
- Omphalina paludicola (Cleland) Grgur. 1997
- Omphalina pervirginea Murrill 1946
- Omphalina pichinchensis (Pat.) Raithelh. 1992
- Omphalina praerimosa Murrill 1946
- Omphalina praticola Kuyper, Arnolds & P.-J. Keizer 1997
- Omphalina psammophila Shchukin 1985
- Omphalina pseudofibula Dennis 1961
- Omphalina pseudomuralis Lamoure 1974
- Omphalina pyxidata (Bull.) Quél. 1886
- Omphalina radiatilis (Berk.) Manjula 1983
- Omphalina ranunculina (Berk.) Manjula 1983
- Omphalina retosta (Fr.) P.D. Orton 1960
- Omphalina rivulicola (J. Favre) Lamoure 1974
- Omphalina roblemaulicola Garrido 1988
- Omphalina rogersii (Massee) Manjula 1983
- Omphalina scandens (Singer) Raithelh. 1992
- Omphalina schizoxylon (Fr.) Quél. 1888
- Omphalina sciopus (Quél.) Quél. 1886
- Omphalina scyphiformis (Fr.) Quél. 1886
- Omphalina sequoiarum Murrill 1916
- Omphalina setipes (Fr.) Raithelh. 1992
- Omphalina sphagnophila (Peck) H.E. Bigelow 1970
- Omphalina stellata (Fr.) Quél. 1886
- Omphalina subalbida Contu 2000
- Omphalina subalpina E. Horak 1960
- Omphalina subandina Singer 1973
- Omphalina subfloridana Murrill 1946
- Omphalina subfumosa (H.E. Bigelow) Harmaja 1979
- Omphalina subhepatica (Batsch) Murrill 1916
- Omphalina subolivacea Raithelh. 1972
- Omphalina subpallida (Singer) Raithelh. 1973
- Omphalina subscandens (Raithelh.) Raithelh. 1992
- Omphalina subsphaerospora Lamoure ex Bon 1997
- Omphalina subumbratilis Murrill 1946
- Omphalina telmatiaea (Berk. & Cooke) Singer 1962
- Omphalina tepeitensis Murrill 1916
- Omphalina umbrinocarnosa Raithelh. 1974
- Omphalina versatilis (Berk. & Mont.) Raithelh. 1992
- Omphalina wasumii Raithelh. 1992
- Omphalina wellingtonensis G. Stev. 1964
- Omphalina xanthodictyon (Singer) Raithelh. 1992
- Omphalina xylophila (Vassilkov) Bon 1995
- Omphalina yalae (Singer) Raithelh. 1992

En 2025, les espèces suivantes sont ajoutées :
- Omphalina deschampsiana Bertazzo-Silva et al. 2025
- Omphalina frigida Bertazzo-Silva et al. 2025
- Omphalina ichayoi Bertazzo-Silva et al. 2025
- Omphalina schaeferi Bertazzo-Silva et al. 2025